# 武装イスラム集団
武装イスラム集団（GIA、al-Jama'ah al-Islamiyah al-Musallaha　　Groupe Islamique Armé）はアルジェリアのイスラム主義組織で武装集団。タクフィール主義思想を掲げる。

## 組織
1992年の総選挙でイスラム主義政党のイスラム救国戦線 (FIS) が勝利した。しかし国軍がクーデターを起こして選挙を無効にしたため、軍事組織のGIAがテロ活動を開始。国軍との凄惨な内戦状態に陥った（アルジェリア内戦）。GIAは、アルジェリアにイスラム国家を建設することが目標。民間人、ジャーナリスト、外国人を標的としており、行動地域の全村落を虐殺し尽くすほど残虐を極めた。例を挙げると1997年9月22日夜のベンタルハ虐殺では一晩でベンタルハの村人400人が皆殺しにされた。1997年12月から1998年1月のラマダーン期間だけで各地で1000人をこす村人を虐殺した。1992年からこれまでに15万人の一般市民が虐殺された。

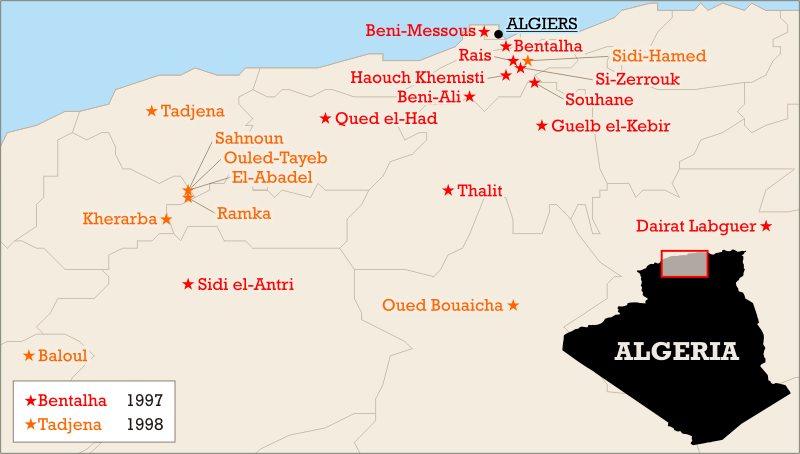
武装イスラム集団によって1997年-1998年に50人以上が皆殺しにされた村の一覧

1993年9月、在留外国人に対するテロ攻撃を表明、国内で100人以上の外国人を殺害した。暗殺と、自動車爆弾などの爆破、誘拐を常とする。外国人や要人を誘拐して、のどをナイフで切り裂くことを好むことで知られている。凄惨な残忍さはアフガニスタン紛争から帰還した「アラブ・アフガン」（ムジャーヒディーン）上がりによると言われる。
海外では1994年12月のアルジェ空港でのエールフランス機のハイジャック（エールフランス8969便ハイジャック事件）などが知られている。イスラム救国戦線と政府が和平を結ぶと双方の穏健派に攻撃を加えた。1999年にはフランスへのジハードを表明した。しかし、あまりの酷い残虐さゆえに内部から支持を失い、勢力はアフガニスタンなどに逃れ、GIAのネットワークは現在全てイスラーム・マグリブ諸国のアル＝カーイダ機構 (AQIM) が吸収したといわれている。